# Lidl-Trek (mannenwielerploeg)/2025
Deze pagina geeft een overzicht van de UCI World Tour wielerploeg Lidl-Trek in 2025.

## Algemeen
Sponsors: Trek, Lidl
Algemeen Manager: Luca Guercilena
Teammanager: Steven de Jongh
Ploegleiders:Kim Andersen, Sebastian Andersen, Adriano Baffi, Jeroen Blijlevens, Markel Irizar, Maxime Monfort, Michael Schär, Gregory Rast, Ina-Yoko Teutenberg, Xabier Zabalo
Fietsen: Trek

## Renners
| Naam                     | Geboortedatum | Nationaliteit       | Ploeg 2024                 |
| ------------------------ | ------------- | ------------------- | -------------------------- |
| Andrea Bagioli           | 23-03-1999    | Italië              |                            |
| Julien Bernard           | 17-03-1992    | Frankrijk           |                            |
| Giulio Ciccone           | 20-12-1994    | Italië              |                            |
| Simone Consonni          | 12-09-1994    | Italië              |                            |
| Tim Declercq             | 21-03-1989    | België              |                            |
| Tao Geoghegan Hart       | 30-03-1995    | Verenigd Koninkrijk |                            |
| Amanuel Gebreigzabhier   | 17-08-1994    | Eritrea             |                            |
| Ryan Gibbons             | 13-08-1994    | Zuid-Afrika         |                            |
| Daan Hoole               | 22-02-1999    | Nederland           |                            |
| Lennard Kämna            | 9-09-1996     | Duitsland           | Red Bull-BORA-hansgrohe    |
| Alex Kirsch              | 12-06-1992    | Luxemburg           |                            |
| Patrick Konrad           | 13-10-1991    | Oostenrijk          |                            |
| Søren Kragh Andersen     | 10-08-1994    | Denemarken          | Alpecin-Deceuninck         |
| Juan Pedro López         | 31-07-1997    | Spanje              |                            |
| Jonathan Milan           | 1-10-2000     | Italië              |                            |
| Bauke Mollema            | 26-11-1986    | Nederland           |                            |
| Jacopo Mosca             | 29-08-1993    | Italië              |                            |
| Thibau Nys               | 12-11-2002    | België              |                            |
| Sam Oomen                | 15-08-1995    | Nederland           |                            |
| Mads Pedersen            | 18-12-1995    | Denemarken          |                            |
| Quinn Simmons            | 8-05-2001     | Verenigde Staten    |                            |
| Mattias Skjelmose Jensen | 26-09-2000    | Denemarken          |                            |
| Toms Skujiņš             | 15-06-1991    | Letland             |                            |
| Jasper Stuyven           | 17-04-1992    | België              |                            |
| Tim Torn Teutenberg      | 19-06-2002    | Duitsland           | Lidl-Trek Future Racing    |
| Edward Theuns            | 30-04-1991    | België              |                            |
| Mathias Vacek            | 12-06-2002    | Tsjechië            |                            |
| Otto Vergaerde           | 15-07-1994    | België              |                            |
| Carlos Verona            | 4-11-1992     | Spanje              |                            |
| Albert Withen Philipsen  | 03-09-2006    | Denemarken          | Tscherning Cycling Academy |

### Vertrokken
| Naam               | Geboortedatum | Nationaliteit | Ploeg 2025    |
| ------------------ | ------------- | ------------- | ------------- |
| Dario Cataldo      | 17-03-1985    | Italië        | Gestopt       |
| Fabio Felline      | 29-03-1990    | Italië        | Gestopt       |
| Natnael Tesfatsion | 23-05-1999    | Eritrea       | Movistar Team |

## Overwinningen
| Nationale kampioenschappen wielrennen Denemarken - tijdrit: Mads Pedersen Denemarken - wegrit: Søren Kragh Andersen Eritrea - tijdrit: Amanuel Gebreigzabhier Letland - tijdrit: Toms Skujiņš Letland - wegrit: Toms Skujiņš Nederland - tijdrit: Daan Hoole Tsjechië - tijdrit: Mathias Vacek Tsjechië - wegrit: Mathias Vacek Verenigde Staten - wegrit: Quinn Simmons Tour Down Under Jongerenklassement: Albert Philipsen Ploegenklassement: *1) Ronde van Valencia 1e etappe (TTT): *2) 5e etappe: Jonathan Milan Ronde van de Provence 2e etappe: Mads Pedersen Eindklassement: Mads Pedersen Puntenklassement: Mads Pedersen Ploegenklassement: *3) Ronde van de Verenigde Arabische Emiraten 1e etappe: Jonathan Milan 4e etappe: Jonathan Milan Puntenklassement: Jonathan Milan Tirreno-Adriatico 2e etappe: Jonathan Milan 7e etappe: Jonathan Milan Puntenklassement: Jonathan Milan | Parijs-Nice 6e etappe: Mads Pedersen Puntenklassement: Mads Pedersen Bredene Koksijde Classic Edward Theuns Ronde van Catalonië 6e etappe: Quinn Simmons Gent-Wevelgem Mads Pedersen Grote Prijs Miguel Indurain Thibau Nys Amstel Gold Race Mattias Skjelmose Ronde van de Alpen 1e etappe: Giulio Ciccone Ronde van Italië 1e etappe: Mads Pedersen 3e etappe: Mads Pedersen 5e etappe: Mads Pedersen 10e etappe (ITT): Daan Hoole 13e etappe: Mads Pedersen 15e etappe: Carlos Verona Puntenklassement: Mads Pedersen Critérium du Dauphiné 2e etappe: Jonathan Milan Ronde van Zwitserland 3e etappe: Quinn Simmons Andorra MoraBanc Clàssica Mattias Skjelmose | Ronde van Frankrijk 8e etappe: Jonathan Milan 17e etappe: Jonathan Milan Puntenklassement: Jonathan Milan Ronde van Wallonië 4e etappe: Mathias Vacek Jongerenklassement Mathias Vacek Clásica San Sebastián Giulio Ciccone Ronde van Burgos 5e etappe: Giulio Ciccone Puntenklassement: Ciulio Ciccone Ronde van Denemarken 1e etappe: Mads Pedersen 3e etappe: Jakob Söderqvist 4e etappe: Mads Pedersen 5e etappe: Mads Pedersen Eindklassement: Mads Pedersen Puntenklassement: Mads Pedersen Jongerenklassement: Jakob Söderqvist Ploegenklassement: *4) |

*1) Ploeg Tour Down Under: Bagioli, Konrad, López, Mollema, Mosca, Teutenberg, Withen Philipsen
*2) Ploeg Ronde van Valencia: Consonni, Ghebreigzabhier, Hoole, Milan, Söderqvist, Theuns, Vacek
*3) Ploeg Ronde van de Provence: Bernard, Declercq, Gibbons, Kirsch, Mollema, Pedersen, Skujiņš
*4) Ploeg Ronde van Denemarken: Gibbons, Kragh Andersen, Mads Pedersen, Martin Pedersen, Skjelmose Jensen, Söderqvist, Withen Philipsen
Mannen: 2011 · 2012 · 2013 · 2014 · 2015 · 2016 · 2017 · 2018 · 2019 · 2020 · 2021 · 2022 · 2023 · 2024 · 2025
Vrouwen: 2019 · 2020 · 2021 · 2022 · 2023 · 2024 · 2025
Alpecin-Deceuninck · Arkéa-B&B Hotels · Bahrain Victorious · Cofidis · Decathlon AG2R La Mondiale Team · EF Education-EasyPost · Groupama-FDJ · INEOS Grenadiers · Intermarché-Wanty · Lidl-Trek · Movistar Team · Red Bull-BORA-hansgrohe · Soudal Quick-Step · Jayco AlUla · Team Picnic PostNL · UAE Team Emirates-XRG · Visma-Lease a Bike · XDS Astana Team